# Leibniz-Institut für Länderkunde
Das Leibniz-Institut für Länderkunde (kurz IfL) in Leipzig ist das einzige außeruniversitäre Forschungsinstitut für Geographie in Deutschland. Es ist Mitglied der Leibniz-Gemeinschaft. Direktorin ist seit 1. April 2024 Judith Miggelbrink.

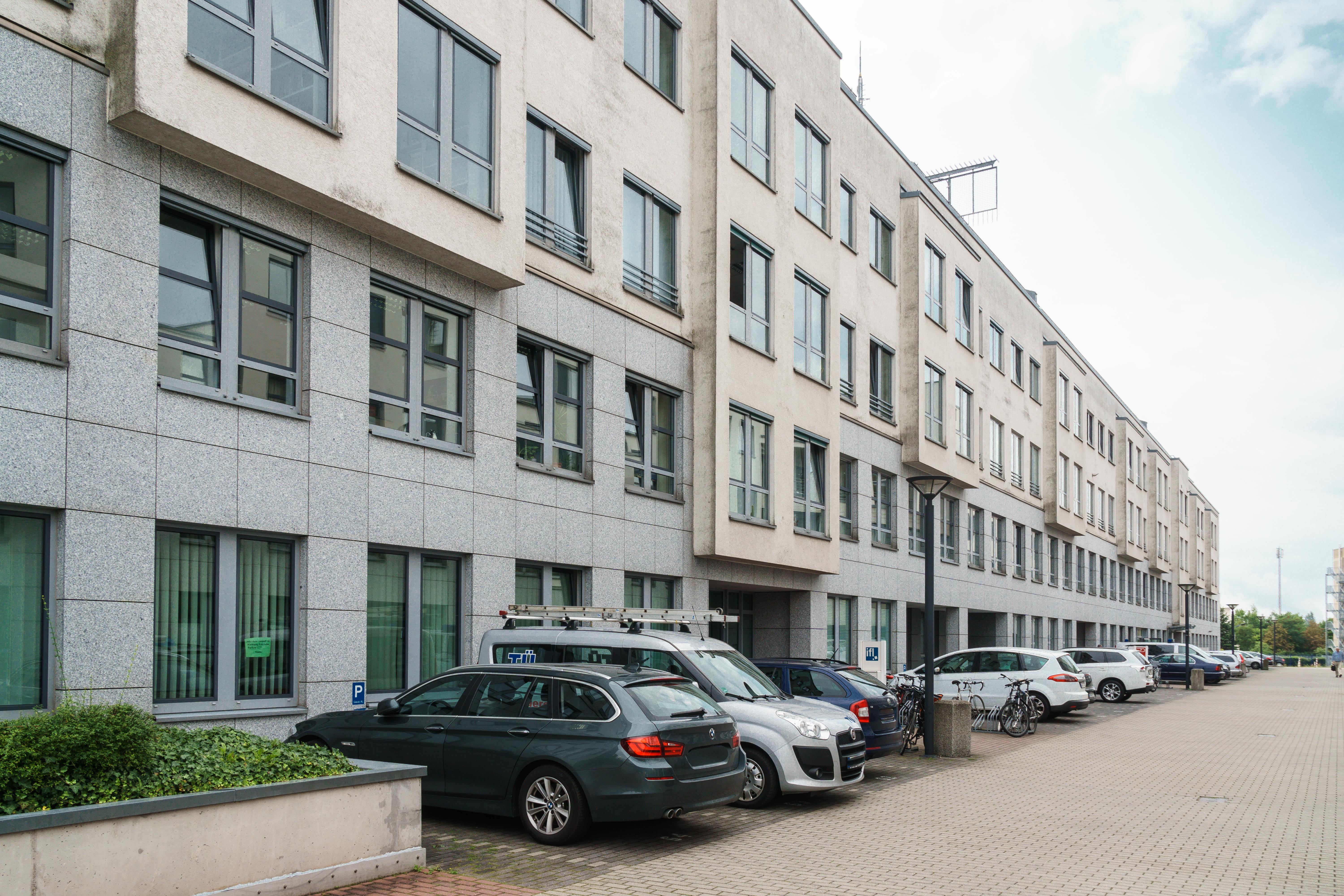
Leibniz-Institut für Länderkunde in Leipzig

## Geschichte

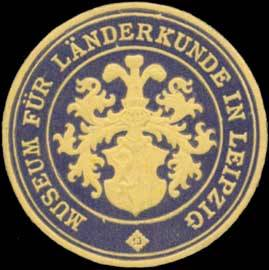
Siegelmarke des Museums für Länderkunde

Das 1992 neu gegründete Leibniz-Institut für Länderkunde hat seinen Vorläufer im 1892 gegründeten „Museum für vergleichende Länderkunde“ der Stadt Leipzig. 1942 erfolgte die Umbenennung in „Deutsches Institut für Länderkunde“, nach dem Zweiten Weltkrieg 1969 erfolgte die Angliederung des IfL an die Akademie der Wissenschaften der DDR als „Institut für Geographie und Geoökologie“.

## Aufgaben
Das Leibniz-Institut für Länderkunde betreibt grundlagenorientierte Forschungen zur regionalen Geographie Deutschlands und Europas und bereitet regionalgeographische Informationen für ein breites Publikum auf. Das IfL ist eine vom Bund und allen Bundesländern gemeinsam finanzierte Forschungseinrichtung mit rund 80 Beschäftigten. Es gehört zu den über 90 Forschungs- und Serviceeinrichtungen der Leibniz-Gemeinschaft.

### Forschungsstruktur
Das IfL hat den Auftrag, gesellschaftlichen Wandel sichtbar zu machen und Wissen für nachhaltige und regional ausgewogene Entwicklung bereitzustellen. Das Institut verbindet Grundlagenforschung und Wissenstransfer; unter der Überschrift „Geographien des Regionalen“ forscht es zu aktuellen sozialräumlichen Entwicklungen in Europa, insbesondere im östlichen Europa, und in Deutschland. Im Forschungsbereich Historische Geographien rekonstruiert das IfL die Evolution neuer Methoden und Denksysteme in der Geographie. Das Archiv für Geographie und die Geographische Zentralbibliothek im IfL sind dafür wichtige Forschungsinfrastrukturen.

### Forschungsinfrastrukturen
Die Geographische Zentralbibliothek (GZB) im IfL ist die größte geographische Fachbibliothek in Deutschland. Neben einem wertvollen historischen Buchbestand sammelt die GZB weltweit das geographisch relevante Schrifttum. Die Kartensammlung und eine umfangreiche Atlassammlung ergänzen das Angebot. Die Kartensammlung besteht aus schätzungsweise 60.000 Einzelblättern, darunter ca. 1400 historische Karten des 17. bis 19. Jahrhunderts. Unter den Altkarten befinden sich Weltkarten, Stadtpläne, Verkehrskarten, topographische Karten, Seekarten, Militärkarten oder auch physische Karten verschiedenster Regionen weltweit. Alle Karten wurden digitalisiert und 2018 über „Leibniz Maps“ im JPG- und TIFF-Format unter der CC0-Lizenz bedingungslos zur Verfügung gestellt.
Das Archiv für Geographie im IfL besitzt mit etwa 200 Nachlässen von Geographinnen und Geographen, Forschungsreisenden und Institutionen die größte Sammlung geographiehistorisch relevanter Dokumente im deutschsprachigen Raum. 1902 als "Archiv für Forschungsreisende" gegründet, bietet das Archiv heute beste Voraussetzungen für Untersuchungen zur Wissenschafts- und Disziplingeschichte einschließlich ihrer kolonialen Vergangenheit. Zu den bedeutendsten Nachlässen zählen:
- Alphons Stübel (1835–1904) mit Autographen, Zeichnungen und Skizzen seiner Südamerikareise
- Erich von Drygalski (1865–1949) mit den Unterlagen der ersten Deutschen Südpolar-Expedition (1901–1903)
- Hans Meyer (1858–1929), Kolonialgeograph und Erstbesteiger des Kilimandscharo
- Friedrich Ratzel (1844–1904), Begründer der Anthropogeographie und der Politischen Geographie

Das Archiv für Geographie hat sich zudem als zentrales Depot von Akten nationaler und internationaler Fachverbände der Geographie etabliert. Besonders hervorzuheben ist das 2013 aus Rom übernommene Archiv der International Geographical Union (IGU).
Die Bildsammlungen umfassen historische Fotografien, Ansichtskarten sowie Werke des Landschaftsmalers Ernst Vollbehr.

### Kooperationen
Das IfL unterhält Kooperationsbeziehungen mit Einrichtungen der Leibniz-Gemeinschaft im Leibniz-Forschungsnetzwerk, mit Universitäten und anderen Forschungseinrichtungen im In- und Ausland, vor allem im östlichen Europa, sowie mit zahlreichen Verbänden und Organisationen (Deutsche Gesellschaft für Geographie, Deutsche Gesellschaft für Osteuropakunde, Südosteuropa-Gesellschaft u. a.).